# منظار (طب)

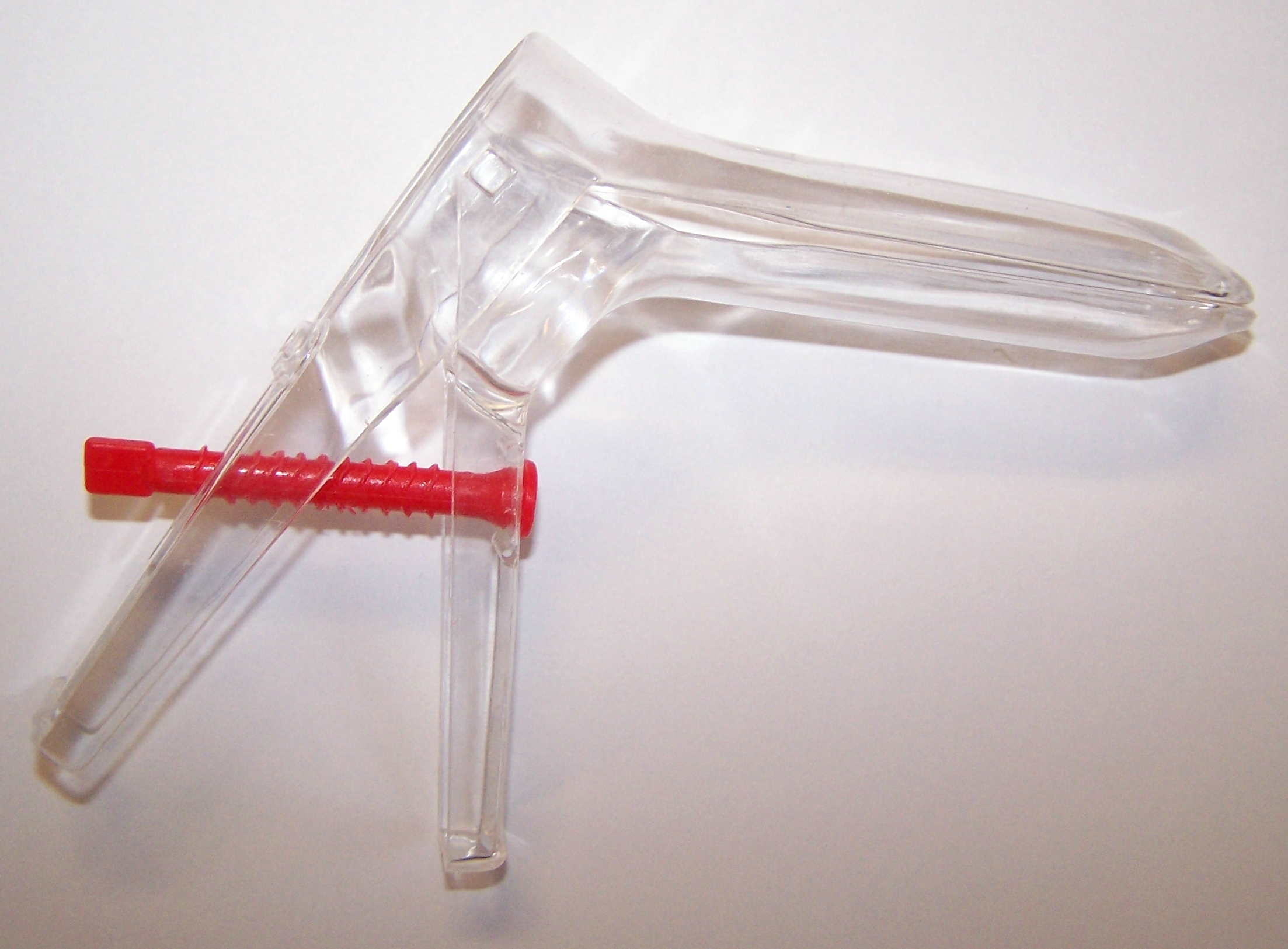
يستخدم منظار المهبل البلاستيكي ثنائي الصمام القابل للاستعمال مرة واحدة في عيادة أمراض النساء

المنظار في الطب، وتسميه بعض المراجع منظار التجاويف أو المُوَسِّعَة المِكْشَافِيَّة أو المنظار الجوفي أو العاكس (بالإنجليزية: Speculum)‏، هو أداة طبية تُستخدم لفحص تجاويف الجسم، ومصمم بشكل يعتمد على الفتحة المراد فحصها. وكما المنظار الداخلي، يسمح المنظار برؤية داخلية للجسم. يتضمن المنظار الداخلي بصريات مساعدة في حين يوجّه المنظار بواسطة الرؤية.

## التاريخ
استُخدم المنظار المهبلي والمنظار الشرجي من قبل اليونانيين القدماء والرومان. وعُثر على قطع أثرية لمنظار الفتحات في بومبي. يتألف المنظار المهبلي الذي طُوّر من قبل جيمس ماريون سيمز من أسطوانة جوفاء بنهاية مدوّرة مقسومة إلى جزئين مفصلين، بشكل يشبه منقار البطة. يُدخل المنظار المهبلي إلى المهبل لتوسيعه وفحصه هو وعنق الرحم.

## الهيكل
كان يُصنع منظار التجاويف سابقاً من الفولاذ المقاوم للصدأ ويُعقم بعد كل استخدام. على أي حال، حالياً وخصوصاً في قسم الإسعاف وعيادات الأطباء، تُصنع أغلب المناظير المستخدمة من البلاستيك وتكون معدة للاستخدام لمرة واحدة إذ تُرمى بعد استخدامها. إلا أن المناظير التي تُستخدم في الغرف الجراحية لا تزال تُصنع من المعدن عموماً.

## الأنواع
تتنوع أشكال المناظير اعتماداً على الغاية من استخدامها وتوجد مجموعات متنوعة من الأحجام أيضاً. بأي حالة من الحالات فإن وظيفة المنظار هي إتاحة إمكانية رؤية المنطقة المراد فحصها بشكل مباشر للفاحص من خلال الأسطوانة أو الشفرات، ويمكن القيام بتداخلات أخرى مثل أخذ خزعات.

### الاستخدام المهبلي
منظار الفجوات الأكثر شهرةً هو المنظار المهبلي ثنائي الشفرات، يكون نصلا المنظار متمفصلين ومغلقين عندما يُدخل المنظار وذلك لتسهيل دخوله، ويُفتح عند بلوغ الوضعية النهائية إذ يمكن إرخاؤه وتثبيته بهذه الوضعية بمغلاق لولبي بحيث يرتاح الفاحص من ضرورة إبقاء النصلين منفصلين عن بعضيهما يدوياً.
ينفخ منظار الفجوات أسطواني الشكل (الذي يعرف باسم منظار فيدا) والذي قُدم عام 2001، وهو نفسه المنظار المهبلي الموسع الذي اخترع من قبل كليمنس فان دير فيغين، ينفخ المهبل باستخدام الهواء المُنقى. للجهاز وظيفتان رئيسيتان، الأولى هي أخذ لطاخة بابانيكولا طبيعية باستخدام فرشاة عنق الرحم أو الفرشاة الخلوية، والثانية تنظير المهبل الداخلي بحيث يتمكن الفاحص من تحريك منظار فيدا ليتمكن من استعراض أي جزء من الجوف المهبلي وعنق الرحم، ويسهل القيام بهذا الأمر مصدر ضوئي داخلي يسمح بإنارة جدار المهبل وعنق الرحم باستخدام فلاتر ضوئية متعددة الألوان والتي بإمكانها كشف وجود خلايا ما قبل سرطانية بمساعدة محلول حمض الأسيتيك واليود. يمكن أيضاً ربط المنظار بكاميرا رقمية ما يسمح بعرض الجوف وتسجيل الفحص.
هناك أيضاً شكل متخصص آخر للمنظار المهبلي وهو المنظار الموزون، والذي يتكون من نصف أنبوب عريض منحنٍ بزاوية 90 درجة، مع قناة الأنبوب على الجانب الخارجي من الزاوية. يوجد على إحدى نهايتي الأنبوب وزن معدني كروي صلب يحيط بقناة المنظار. يُثبّت المنظار المهبلي الموزون في المهبل خلال الجراحة المهبلية وتكون المريضة في وضعية الانسداح. يثبت الوزنُ المنظار في مكانه بحيث لا يُضطر الفاحص إلى تثبيته يدوياً وبحيث يتمكن من استخدام يديه في القيام بمهام أخرى. يُستخدم المنظار المهبلي أيضاً في علاج مشاكل الخصوبة وخصوصاً الإلقاح الاصطناعي، ويسمح بفتح التجويف المهبلي ورؤيته بشكل أفضل وبالتالي تسهيل حقن السائل المنوي فيه.

### الأشكال الأسطوانية
- منظار هيغ فيرغسون
- المنظار الزجاجي
- منظار فيدا (المنظار الموسع للمهبل)

### الأشكال أحادية النصل
- أوفارد
- برايسكي
- دوين
- إيستمان
- جاكسون
- كالمورغن
- كريستيلر
- لانداو
- مارتن
- ماثيو
- بولانسكي
- سامويل
- شيرباك
- سيمز
- فايسبارت

### الأشكال ثنائية النصل (ثنائي الشفرات)
- كولن
- كوسكو
- دي فيبيس
- غريف
- بيديرسون
- سيم
- سيفيرت
- تريلات
- وينترتون

### الأشكال ثلاثية النصل
- غوتمان
- نوت
- سوليفان-كونور
- بولانسكي (الاستخدام البيطري)

### الاستخدام في المستقيم
يُستخدم المنظار المهبلي في الجراحة الشرجية أيضاً، بالرغم من وجود عدة أشكال أخرى للمناظير الشرجية. أحد الأشكال هو تنظير الشرج الذي يحتوي على مَغْرُوز بشكل رصاصة سَهْلِ النَّزْع. عندما يُدخل المنظار الشرجي في الشرج يوسّع المغروز الشرج ليصبح بحجم قطر الأنبوب. من ثم يُزال المغروز ويُترك الأنبوب في الفتحة الشرجية ليسمح بفحصه وفحص المستقيم.
يُعد هذا النمط من المنظار الشرجي واحدًا من أقدم تصاميم الأدوات الجراحية التي لا تزال قيد الاستخدام، مع نماذج ترجع إلى قرون سابقة. يمكن إدخال المنظر السيني بشكل أكبر في السبيل الهضمي السفلي ويتطلب تركيب منظار داخلي.

### الشكل الأنبوبي
- المنظار الشرجي
- الشكل أحادي النصل
- تشيرني
- ثنائي النصل
- بار
- بودينهامر
- كيليان
- برات
- ريكورد
- روشكي
- سميز
- سميث بوي
- ثلاثي النصل
- آلان بارك
- كوك
- ماثيو

### الاستخدام الأنفي
للمنظار الأنفي نصلان مسطحان نسبياً مع مقبض. تكون الأداة متمفصلة بحيث عندما تُضغط المقابض معاً تنتشر الأنصال بشكل أفقي ما يسمح بالفحص.
- كيليان
- كوتل
- فيينا
- فولتوليني
- يانكاوير

بالإضافة إلى ذلك، يُستخدم منظار توديكوم الأنفي بشكل شائع في الفحص الأنفي لدى المرضى في العيادات الخارجية.

### الاستخدام السمعي
يشبه المنظار السمعي القمع وله أحجام متنوعة.
- المنظار السمعي
- منظار فاريور الأذني

### الاستخدام الفموي
يمكن استخدام منظار ماكفرسون في الفحص الفموي ضمن الطب البيطري. يساعد المنظار على إبقاء الفم مفتوحًا أثناء الفحص ويُساعد على تجنب الإصابات العضية.

### بي دي إس إم
يمكن استخدام المناظير على سبيل الهواية من قبل ممارسي السيطرة والخضوع، المازوخية والسادية خلال الجماع الجنسي.